# Blauwnekorganist
De blauwnekorganist (Chlorophonia cyanea) is een zangvogel uit de familie Fringillidae (vinkachtigen).

## Verspreiding en leefgebied
Deze soort telt 7 ondersoorten:
- C. c. psittacina: noordelijk Colombia.
- C. c. frontalis: noordelijk Venezuela.
- C. c. minuscula: noordoostelijk Venezuela.
- C. c. roraimae: zuidelijk Venezuela, noordwestelijk Brazilië en Guyana.
- C. c. intensa: westelijk Colombia.
- C. c. longipennis: van westelijk Venezuela tot centraal Bolivia.
- C. c. cyanea: zuidoostelijk Brazilië, oostelijk Paraguay en noordoostelijk Argentinië.